# Méounes-lès-Montrieux
Méounes-lès-Montrieux è un comune francese di 1 979 abitanti situato nel dipartimento del Var della regione della Provenza-Alpi-Costa Azzurra.

## Società

### Evoluzione demografica
Abitanti censiti